# میهائلا
میهائلا ممکن است به یکی از موارد زیر اشاره داشته باشد:
- میهائلا بنه
- میهائلا بوتزان
- میهائلا بوژارنسکو
- میهائلا چیراش
- میهائلا چوبانو
- میهائلا داسکلو
- میهائلا لوگین
- میهائلا ملینته
- میهائلا میتراکه
- میهائلا پنش
- میهائلا پوهواتا
- میهائلا آنی سنچیکو
- میهائلا استینولتس
- میهائلا تیوادار